# Josué 20
Josué 20 es el vigésimo capítulo del Libro de Josué en la Biblia hebrea o en el Antiguo Testamento de la Biblia cristiana. Según la tradición judía, el libro se atribuyó a Josué, con añadidos de los sumos sacerdotes Eleazar y Fineas, pero los eruditos modernos la consideran parte de la Tradición deuteronómica, que abarca desde el libros del Deuteronomio hasta 2 Reyes, atribuida a escritores nacionalistas y devotos de Yahvé durante la época del rey reformador de Judea Josías en el siglo VII a. C.. Este capítulo registra la designación de las ciudades de refugio, parte de una sección que comprende Josué 13:1-21:45 sobre el reparto de la tierra de Canaán por parte de los israelitas.

## Texto
Este capítulo fue escrito originalmente en Lengua hebrea. Está dividido en 18 Versículos.

### Testigos textuales
Algunos manuscritos antiguos que contienen el texto de este capítulo en hebreo pertenecen a la tradición del Texto Masorético, que incluye el Códice de El Cairo (895), el Códice de Alepo (siglo X) y el Códice Leningradoensis (1008).
Los manuscritos antiguos existentes de una traducción al griego koiné conocida como Septuaginta (originalmente se hizo en los últimos siglos a. C.) incluyen el Codex Vaticanus (B; {\displaystyle {\mathfrak {G}}}B; siglo IV) y Codex Alexandrinus (A; {\displaystyle {\mathfrak {G}}}A; siglo V). 

## Análisis
La narración del reparto de la tierra de Canaán por parte de los israelitas que comprende los Versículos 13:1 a 21:45 del 
el Libro de Josué y tiene el siguiente esquema:
A. Preparativos para distribuir la tierra (13:1-14:15)
B. El reparto para Judá (15:1-63)
C. La Asignación para José (16:1-17:18)
D. Distribución de tierras en Silo (18:1-19:51)
E. Distribución Levítica y Conclusión (20:1-21:45)
1. Ciudades de refugio (20:1-9)
a. Reglamento de las ciudades de refugio (20:1-6)
b. Designación de Ciudades de Refugio (20:7-9)
2. Ciudades Levíticas (21:1-42)
a. Acercamiento a Josué y Eleazar (21:1-3)
b. Resumen inicial (21:4-8)
c. Asignación sacerdotal coatita (21:9-19)
d. Asignación coatita no sacerdotal (21:20-26)
e. Asignación a los Gersonitas (21:27-33)
f. Asignación Merarita (21:34-40)
g. Resumen levítico (21:41-42)
3. Resumen de la fidelidad divina (21:43-45)

## Reglas para las ciudades de refugio (20:1-6)
Las instrucciones relativas a las ciudades de refugio se dan en Números 35:9-28 y Deuteronomio 4:41-43; 19:1-10 y ahora se ponen en práctica. El tema principal es el 'homicidio accidental' a una forma de justicia derivada de las relaciones familiares en un contexto tribal. El grupo familiar designaba a un 'vengador de la sangre' para exigir 'sangre por sangre' en casos de homicidio para la protección del grupo familiar. La palabra hebrea para «vengador» también puede traducirse como «redentor» (Rut 2:20). Al autor de un homicidio accidental, como se ejemplifica en Números 35:22-23 y Deuteronomio 19:5, se le permite escapar a ciudades designadas para recibir asilo hasta que se determine la culpabilidad o inocencia de la persona: primero, por los ancianos a las puertas de la ciudad, lo que puede ser simplemente una petición formal de santuario (versículo 4), luego seguido de un juicio ante la ê-ḏāh, , o 'congregación', es decir, todo el pueblo constituido en asamblea religiosa (versículo 6; cf. Núm. 35:12). Numbers 35:12).
Un criterio para decidir la intencionalidad es si 'había habido enemistad previa entre las partes' (versículo 5b, cf. Deuteronomio 19:4b, Números 35:23b)..
La disposición de que el refugiado debe permanecer en esa ciudad de refugio hasta la muerte del sumo sacerdote en ese período de tiempo (versículo 6b) puede tener la intención de establecer un límite de tiempo en el estancamiento producido por un veredicto de inocencia, que sin embargo no puede revocar el derecho principal de venganza de sangre (Números 35:27c)..

## Designación de Ciudades de Refugio (20:7-9)

Ciudades de refugio en tiempos de Josué

Las ciudades de refugio designadas, de norte a sur, en relación con el río Jordán fueron:

¡! Al oeste de Jordania Este de Jordania

| 1. Kedesh, en Neftalí.     | 1. Golán, en Basán (Manasés oriental). |
| 2. Siquem, en Monte Efraín | 2. Ramot-Galaad, en Gad.               |
| 3. 4. Hebrón, en Judá      | 3. Bezer, en Rubén                     |

Todas las ciudades de refugio son también ciudades levíticas (cf. Josué 21), podría ser por algunas razones:
1. Los casos podrían ser más imparcialmente examinados y justamente determinados por los levitas, que presumiblemente entendían mejor y seguían la ley de Dios, sin estar predispuestos por ningún interés de grupo.
2. Los levitas podrían aconsejar mejor a las personas vengativas para que se contuvieran de cualquier acción dura y proporcionar servicios de culto para los refugiados que por el momento no podían subir a la casa del Señor.[14]

Las ciudades estaban todas sobre montañas, para que pudieran ser vistas desde lejos por los que huyeran de allí, y estaban situadas a una distancia conveniente unas de otras, en beneficio de las diversas tribus, aproximadamente a medio día de distancia de cualquier parte de la mayor parte del país.

### Versículo 9
Estas fueron las ciudades señaladas para todos los hijos de Israel y para el extranjero que habitaba entre ellos, para que cualquiera que matara a una persona accidentalmente pudiera huir allí, y no muriera a manos del vengador de la sangre hasta que se presentara ante la congregación.
- «El extranjero»: Se sabía de la existencia de una clase de «extranjeros naturalizados» en Israel que comprendía:[13]

1. La «multitud mixta» que salió de Egipto (Éxodo 12:38)
2. Los restos de los cananeos que nunca fueron «totalmente extirpados
3. Los cautivos tomados en guerra
4. Fugitivos, jornaleros, mercaderes

El censo de éstos en tiempos de Salomón arrojó un resultado de 153 600 varones (2 Crónicas 2:17), lo que equivalía casi a una décima parte de toda la población.

#### Comentarios a los versículos 1-9
La designación de las seis «ciudades refugio», distribuidas estratégicamente en el territorio, destaca la importancia de garantizar justicia y misericordia en la sociedad de Israel, según los principios establecidos en la Ley mosaica. Este sistema, que proveía un refugio seguro para quienes cometían homicidio involuntario, subraya también la equidad en el acceso a estos lugares, distribuidos equitativamente entre Cisjordania y Transjordania, para facilitar su acceso a todos los israelitas.